# Provenchères-sur-Fave
Provenchères-sur-Fave (deutsch Profenzier) war eine bis 2016 selbständige französische Gemeinde mit zuletzt 890 Einwohnern (Stand 1. Januar 2013) im Département Vosges in der Region Grand Est (bis 2015 Lothringen). 
Mit Wirkung vom 1. Januar 2016 wurden die Gemeinden Provenchères-sur-Fave und Colroy-la-Grande zu einer Commune nouvelle mit dem Namen Provenchères-et-Colroy zusammengelegt.

## Geografie
Provenchères-sur-Fave liegt rund zehn Kilometer nordöstlich von Saint-Dié-des-Vosges im Fave-Tal, am linken Ufer der Fave. Die Berge in der Umgebung bestehen zu großen Teilen aus Sandstein. Im Westen kann man den Berg Ormont (900 m) sehen. Der Spitzemberg (640 m) liegt nördlich des Fave-Tals und hatte zeitweilen eine Observierungsfestung von welcher man das Fave-Tal überblicken konnte. Östlich des Tals kann man Berg Voyemont (793 m) und den Plateauberg Climont (965 m) sehen.  